# 罗暟岚
罗暟岚（1906年—1983年），本名罗正晫，号暟岚，笔名有飞来客、岂风、鲜苔、山风、山风大郎、溜子、石敢当等，湖南湘潭人，中国作家。

## 生平
罗暟岚于1906年出生于一个粮商家庭。1922年考取北京清华留美预备学校，从此问学清华长达六载，期间受其师吴宓影响颇深。1924年开始发表文学作品。1929年赴美留学；1931年7月，罗暟岚转入哥伦比亚大学研究院深造英美文学，回国后应聘南开大学教授，研究英国浪漫主义文学。
抗战期间回到家乡，应聘为湖南大学教授；1983年去世。

## 文学作品
20年代写作《谁知道》、《租差》、《表》、《疯婆子》；30年代写作《红灯笼》、《碎梦》、《小迷姐》、《人间天上》等小说，其中多描写劳动人民苦难生活。其代表作为《苦果》，由朱自清题签，俞平伯、李健吾均对该书有评论。

## 评价
- “……如果说，二十年代“清华文学社”的代表诗人是闻一多和朱湘，代表散文作家是朱自清和俞平伯，代表戏剧作家是何一公和李健吾，那么，代表小说作家则首推罗暟岚。罗念生先生甚至认为罗暟岚是中国现代文学史上‘五四’以后第一批有成就的小说作家之一。”（《二罗一柳忆朱湘》“引言”，三联书店1985年出版）

## 轶事
- 罗暟岚在“五四”文学革命的启发下开始写作，十分崇拜鲁迅。1928年，罗暟岚向《语丝》投稿，把短篇小说《中山装》寄给鲁迅。鲁迅于1928年10月4日回信罗暟岚：

暟岚先生：

来稿是写得好的，我很佩服那辛辣之处。但仍由北新书局寄还了；因为近来《语丝》比在北京时还要碰壁，登上去便印不出来，寄不出去也。

迅 上 

十一月四日

- 吴组缃、林庚、李长之、季羡林四人有文才，号称“清华四剑客”。据吴组缃说，四人在清华就读时，经常吟诵学长罗暟岚一首关于清华的诗《清华，呵，我那舍不得的情人》[3]：

我爱清晨微雨里的西山，

是含羞的处女蒙着轻纨，

她面对东方在悄悄地沐浴，

生怕水声惊醒了人间，

清华，呵，我那舍不得的情人！

我爱日午蹲在河滨的礼堂，

太阳从草地晒到黄金似的铜门，

有村鸡正歌罢了园内的和平之曲，

它催走了白石上坐着的儿童，

清华，呵，我那舍不得的情人！

我爱月色朦胧下的荷池，

独木桥上曾印着我和伊的足痕，

秋虫唧唧地织出离思，

舞倦了老柳筛下一片黄鳞，

清华，呵，我那舍不得的情人！